# János László Pyrker
János László Pyrker (také Johann Ladislaus Pyrker von Oberwart, výjimečně Jan Ladislav Pyrker, 2. listopadu 1772 – 2. prosince 1847) byl maďarský církevní hodnostář a německy píšící básník.

## Život
Pocházel z maďarské šlechtické rodiny. V roce 1792 vstoupil do cisterciáckého řádu, v roce 1796 byl vysvěcen na kněze. Rychle postupoval v církevních hodnostech, v roce 1818 se stal spišským biskupem, v roce 1820 patriarchou aquilejským a primasem dalmátským, nakonec v roce 1827 arcibiskupem v Egeru. Založil mnoho charitativních organizací, mimo jiné lázně pro raněné vojáky a učitelský ústav. Jeho sbírka obrazů se stala základem maďarského národního muzea. Pro tuto charitativní činnost byl pasován na rytíře z Felsö-Eör (německy z Oberwartu).

Psal v němčině nepříliš literárně hodnotnou poezii i divadelní hry. Jeho dramatická prvotina, trilogie z maďarských dějin Historische Schauspiele byla inscenována v roce 1810, nebyla příliš úspěšná u diváků ani u kritiky. Jeho epické básně (Tunisias, 1820, Rudolphias, 1824) oslavovaly slavné osobnosti habsburského rodu (Karel V. v Tunisiadě a Rudolf I. Habsburský v Rudolfiadě). Přestože byly poměrně úspěšné, literárně neměly velkou hodnotu a ani nebyly příliš původní. Mimo tyto eposy byl autorem celé řady povídek s náboženskou tematikou (Bilder aus dem Leben Jesu und der Apostel, Legenden der Heiligen auf alle Sonntage und Festtage des Jahres) a lyrických básní s náboženskou a přírodní tematikou (Perly posvátné, do češtiny přebásnil Karel Alois Vinařický, Lieder der Sehnsucht nach den Alpen).

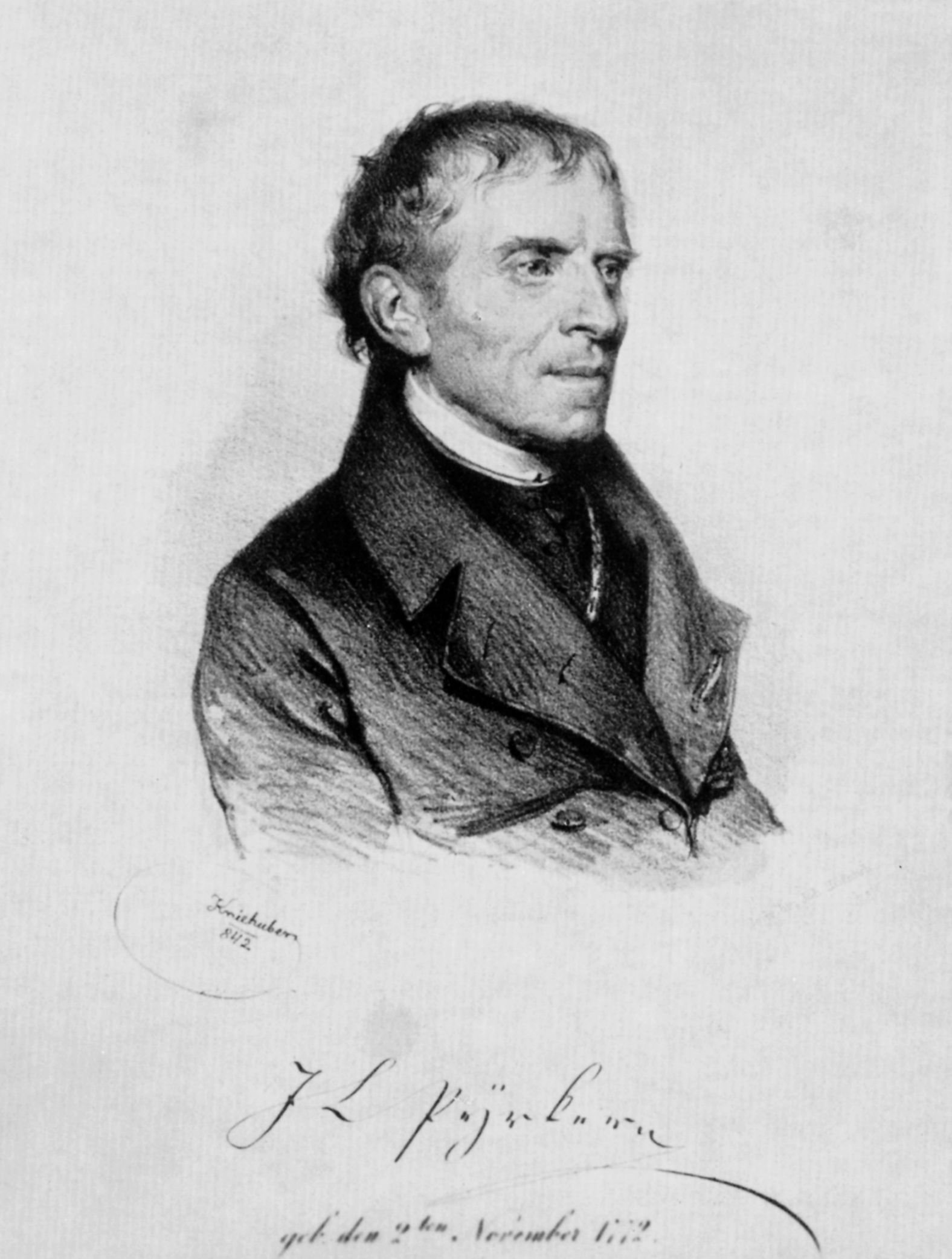
János László Pyrker

## Dílo
- Die Corwinen (1810)
- Karl der Kleine, König von Ungarn (1810)
- Zrínyis Tod (Drama, 1810)
- Lilienfeld’s Freude (Einzeldruck, St. Pölten 1814)
- Tunisias (Wien 1820)
- Perlen der heiligen Vorzeit (Wien 1821)
- Rudolph von Habsburg (Wien 1825)
- Legenden der Heiligen auf alle Sonn- und Feiertage des Jahres (Wien 1842)
- Bilder aus dem Leben Jesu und der Apostel (Leipzig 1842)
- Lieder der Sehnsucht nach den Alpen (Stuttgart 1845).
- Bilder aus den heiligen neuen Bunde und Legenden (2. Aufl. Wien, 1847)
- Sämtliche Werke (Stuttgart 1832-1834, 3 Bde.).